# 阿尔松
阿尔松（法語：Arçon，法語發音：[aʁsɔ̃]）是法国杜省的一个市镇，位于该省南部，属于蓬塔利耶区。

## 地理
阿尔松（46°56'51"N, 6°22'44"E）面积21.34 平方千米，位于法国勃艮第-弗朗什-孔泰大區杜省，该省份为法国东部内陆省份，北起上索恩省，西接汝拉省，东部及东南部与瑞士接壤，东北部与贝尔福地区省接壤。
与阿尔松接壤的市镇（或旧市镇、城区）包括：拉绍、杜城、蓬塔利耶、维耶桑、比尼。
阿尔松的时区为UTC+01:00、UTC+02:00（夏令时）。

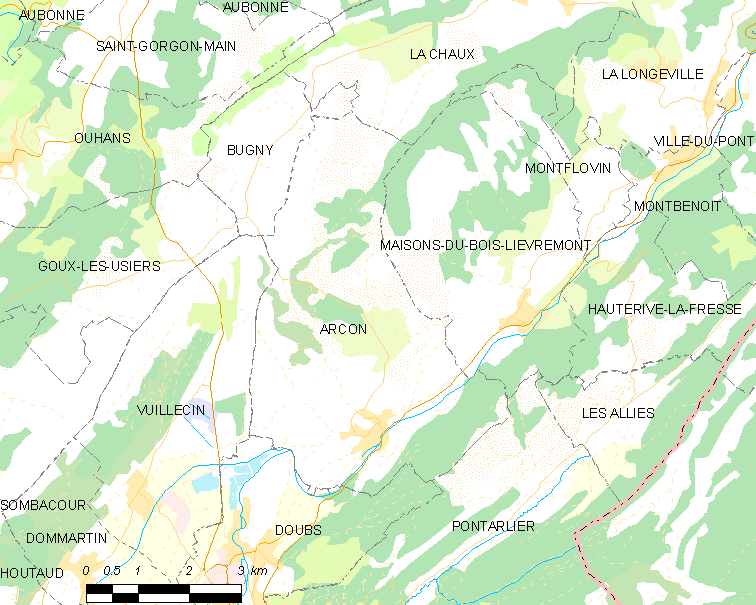
阿尔松的OSM定位图

## 行政
阿尔松的邮政编码为25300，INSEE市镇编码为25024。

## 政治
阿尔松所属的省级选区为奥尔南县。

## 交通
杜省省道D251A线、D430线和D437线在境内交汇。

## 人口

1962-2008年间阿尔松人口变化图示

阿尔松于2022年1月1日时的人口数量为955人。